# Argo (группа)
Argo (ранее были известны как Europond) — греческий музыкальный коллектив, сочетающий в своём творчестве элементы хип-хопа и традиционной понтийской музыки. В 2016 году группа представила Грецию на Евровидении 2016 в Стокгольме. Песня «Utopian Land» была исполнена на английском и греческом языке, а также на понтийском диалекте и посвящена теме беженцев, но Греция в финал не попала впервые за всю историю конкурса, после этого группа распалась.

## История
Группа «Europond» была основана в 2005 году Владимиром Софианидисом. В 2016 году после присоединения певицы Марии Эльбрус группа поменяла название на «Argo».

## Состав
Пять участников группы — выходцы из СССР:
- Владимир Софиниадис (хип-хоп), при рождении Софьянов; родился в Сухуми (Абхазия), покинул Абхазию после грузино-абхазской войны[4][5]
- Константинос Топузис (бас-гитара), родился в Марнеули (Грузия)[4][5]
- Мария Венетикиду (вокал), известна как Мария Эльбрус; родилась в Кентау (Казахстан), жила в Майкопе[4][5]
- Кристина Лахана (вокал), родилась в Сухуми (Абхазия)[4][5]
- Александрос Папандопулос (перкуссия), коренной житель Салоник[4][5]
- Илиас Кесидис (хип-хоп), при рождении Илья Кесидис; родился в Сухуми (Абхазия)[4][5]

Владимир и Илья являются двоюродными братьями, а Константинос и Кристина состоят в браке, воспитывая двоих детей.